# Scherden
Scherden (auch Šerden; Schardana, Šardana) ist ab dem Neuen Reich die neuägyptische Bezeichnung für eine Volksgruppe, die teils Ägypten angriff, teils als Hilfstruppen in ägyptischen Diensten belegt ist. Die Scherden werden in verschiedenen Aufzeichnungen, beginnend in den Amarna-Briefen der 18. Dynastie bis in die Zeit von Osorkon II., dem fünften Pharao der 22. Dynastie, genannt.

## Erwähnungen der Scherden

### Amarna
Erstmals erwähnt werden die Scherden als Scherdenu um 1345 v. Chr. in Amarna, in den Briefen der nördlichen Vasallen, in welchen Rib-Addi, der König von Byblos, militärische Unterstützung von Echnaton erbat. Rib-Addi beklagte sich darin, dass bei Angriffen von Feinden, vor allem Aziru von Amurru, seine Scherden-Söldner, die offenbar seine Leibgarde bildeten oder einer Spezialtruppe angehörten, dezimiert wurden. Auch andere Levante-Fürsten unterhielten Scherden-Söldner, wobei es sich immer um kleinere Gruppen fremdländischer Krieger handelt. Belege für solche Söldnertruppen existieren auch für Ugarit und Zypern.

### Ramses II. und Merenptah
Unter Ramses II. werden die Scherden als bedrohliche Seestreitkraft beschrieben, die nur schwer zu besiegen war. In einer Stele aus Tanis heißt es:

„Die Schardana, von aufständischem Herzen, die seit ewiger Zeit niemand zu bekämpfen weiß, sie kamen, indem [ihre Herzen] bestärkt waren; [sie fuhren heran] in Kriegsschiffen aus der Mitte des Gewässers, (und) man wusste ihnen nicht standzuhalten.“

In der Schlacht bei Kadesch (1274 v. Chr. nach der Kurzchronologie) wurden Scherden dagegen von Ramses II. als eigene Truppe neben Infanterie und Streitwagen eingesetzt. Es handelt sich dabei nach Angaben Ramses um gefangene Scherden, die eventuell bei einem Kriegszug dieses Pharaos in Kriegsgefangenschaft gerieten und dann als Söldner eine Chance bekamen. Im großen Tempel von Abu Simbel sind vier Scherden mit Langschwertern und Rundschilden, je zwei sich gegenüberstehend, unter dem thronenden König Ramses II. dargestellt, hinter denen ägyptische Fußsoldaten folgen. Die Szenerie gehört zur Komposition der Schlacht bei Kadesch an der Nordwand der großen Pfeilerhalle des Tempels.
In weiteren ägyptischen Quellen werden die Scherden in Verbindung mit den sogenannten Seevölkern erwähnt, so z. B. im Libyerkrieg im 5. Regierungsjahr von Merenptah.

### Ramses III.

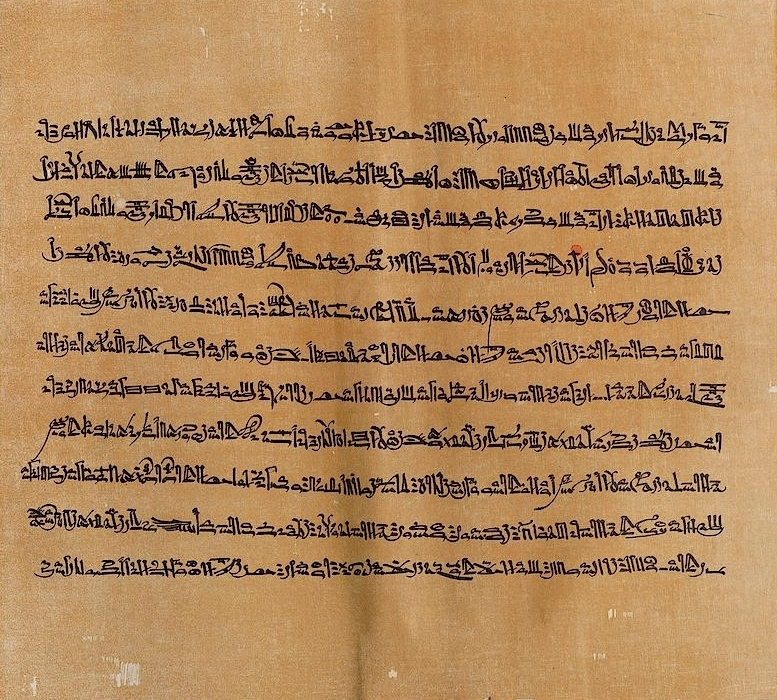
Großer Papyrus Harris, Spalte 76

Unter Ramses III. erfolgte auf Ägypten 1186 v. Chr. erneut ein Angriff der Seevölker. Auf einem Relief in Medinet Habu wurde diese Schlacht in Bildern festgehalten. In der namentlichen Aufzählung der Seevölker fehlt jedoch der Name Scherden. Ihr Name wird erst im Großen Papyrus Harris, in den Zeilen 5 und 7 der Spalte 76, erwähnt. Dieser Widerspruch konnte bis heute nicht erklärt werden. Die Zuordnung der Scherden als Teilnehmer an der Schlacht kann zwar als gesichert angesehen werden, ihre Teilnahme im Seevölker-Bündnis gegen Ägypten stellt jedoch nur wissenschaftliche Annahmen dar.
Ramses II. rekrutierte die Scherden als Gardeeinheiten, die auf ägyptischen Schiffen eingesetzt wurden. Sie kämpften weiterhin mit ihrer eigenen Ausrüstung und als Zeichen der Zugehörigkeit zur ägyptischen Flotte wurden ihre Helme mit dem Aton-Emblem bestückt. Eine Ableitung aus den Abbildungen auf dem Relief von Medinet Habu kann aus diesen Gründen nicht automatisch vorgenommen werden.

## Herkunft

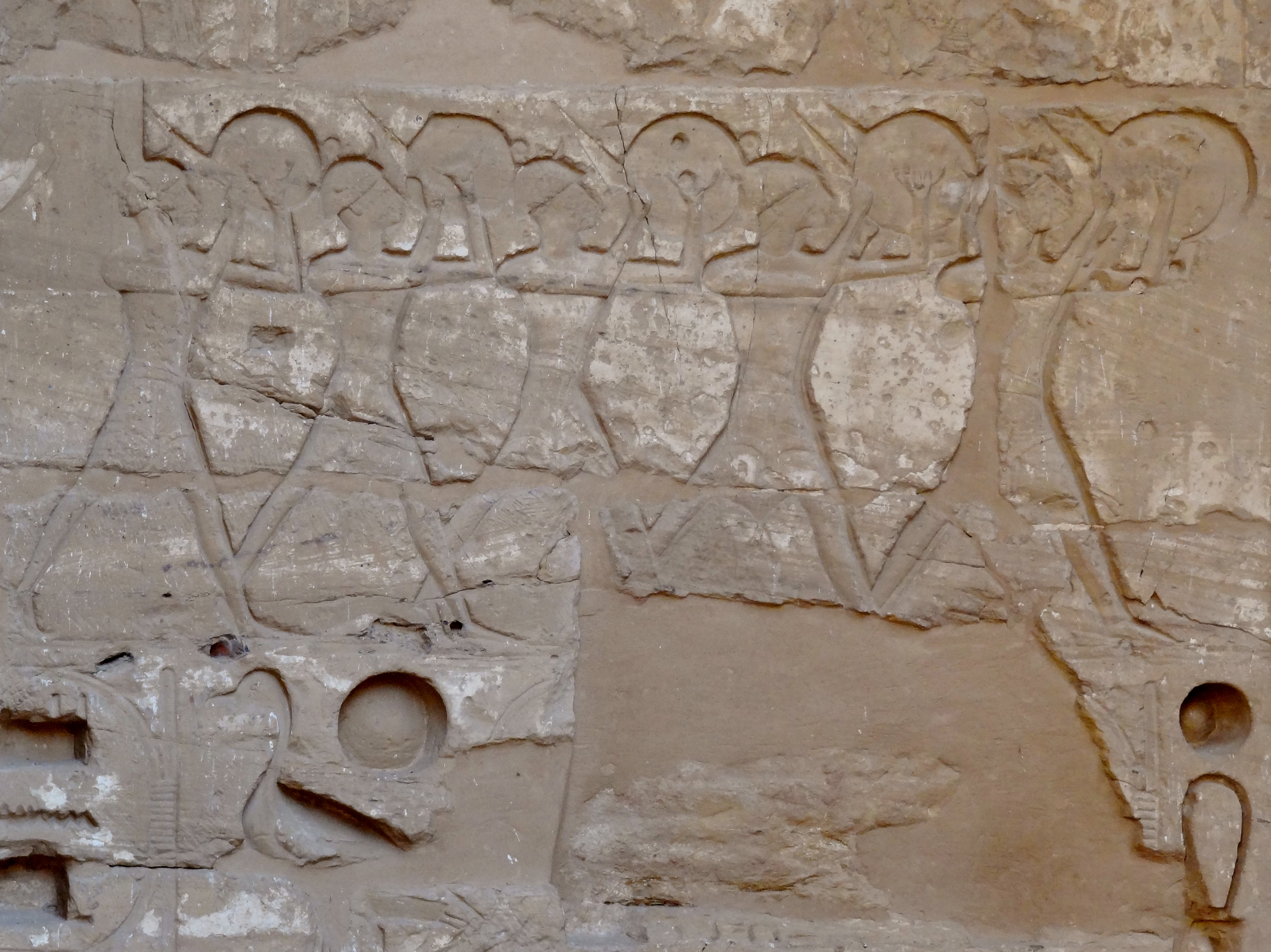
Darstellung der Scherden am Totentempel Ramses’ III. in Medinet Habu (erster Innenhof)

Die Scherden trugen nach den Darstellungen in Medinet Habu gehörnte Helme mit Knauf oder Aufsatz an der Spitze des Helmes, gerippte Brustharnische, Schilde, Doppelspeere und lange zweischneidige Schwerter. Die Helme entsprechen dem Aussehen zweier Bronzestatuetten aus Enkomi auf Zypern, allerdings ohne Aufsatz. Ferner ähneln sie den auf der sogenannten Kriegervase aus Mykene dargestellten Helmen. Die Kriegervase stammt aus dem späten 12. Jahrhundert. Die abgebildeten Kriegswaffen waren seit dem späten 13. Jahrhundert v. Chr. im mykenischen Kulturkreis gebräuchlich und wurden erst im 12. Jahrhundert v. Chr. in Zypern eingeführt.
Das Aussehen der Schiffe, z. B. die Form des Bugs mit Vogelkopfmotiv, ist vergleichbar mit Abbildungen auf mykenischen Tongefäßen, z. B. einer mykenischen Bügelkanne aus dem späten 12. Jahrhundert (SH III C), die auf Skyros gefunden wurde. Andere Gegenstände des täglichen Gebrauchs, die kurz nach 1186 v. Chr. im Umland eingeführt wurden, sind ebenfalls mykenischen Ursprungs. Die Herkunft aus dem ägäischen Raum scheint daher nahezuliegen. Dass die Scherden an der Seevölker-Koalition zumindest zeitweise beteiligt waren, macht ihre Herkunft aus dem Ägäisraum oder Südwestanatolien ebenfalls wahrscheinlich.
Eberhard Zangger vermutete eine Herkunft der Scherden unspezifiziert aus Nordwest-Kleinasien, wo er auch Aḫḫijawa (seiner Meinung nach ein bedeutendes trojanisches Reich) und die Lukka-Länder annahm. Seit dem Fund des Staatsvertrags zwischen Tudḫalija IV. und Kurunta in Ḫattuša und dessen Auswertung gilt jedoch als sicher, dass sich die Lukka-Länder im westlichen Süden Kleinasiens befanden und Aḫḫijawa kaum in der Troas gelegen haben kann. Eine Herkunft der Scherden aus Nordwestanatolien kann daher, will man sie – wie Zangger – in der Nähe der Lukka-Länder und Ahhijawas lokalisieren, nicht mehr aufrechterhalten werden.
Ferner wird schon seit langer Zeit immer wieder von einigen Forschern eine Herkunft der Scherden/Schardana aus Sardinien vermutet. Argumente dafür sind nicht nur die Namensähnlichkeit, sondern auch die phönizische Schreibung šrdn für die Insel, die auf der Stele von Nora aus dem 9. Jahrhundert v. Chr. erstmals begegnet, sowie viele Funde ostmediterraner Herkunft, vor allem im Südosten der Insel (z. B. Nuraghe Antigori), die zeigen, dass Sardinien in das spätbronzezeitliche Seehandelsnetz eingebunden war. Auch in Kommos auf Kreta sowie in Pyla-Kokkinokremmos auf Zypern gefundene sardische Keramik wird in dem Zusammenhang angeführt. Ferner werden Bronzefiguren der Nuraghenkultur ins Spiel gebracht, wie Schiffsmodelle, die Ähnlichkeiten zu den Schiffen der Scherden bzw. zu den oben erwähnten Schiffsdarstellungen auf Skyros aufweisen sollen, oder Figuren mit gehörnten Helmen. In der 1993–2000 ausgegrabenen Siedlung el-Ahwat im Norden Israel stieß man u. a. auf „Tholos-artige“ Befestigungsbauten, die der Ausgräber Adam Zertal potentiell mit Sardinien in Verbindung bringt. Die Funde ostmediterraner Herkunft auf Sardinien datieren jedoch hauptsächlich ins 13. und 12. Jahrhundert v. Chr. (mykenische Keramik z. B. umfasst vor allem SH III B- und SH III C-Ware), nur wenige Stücke sind deutlich früher anzusetzen. Das deutet darauf hin, dass die Kontakte erst deutlich nach den ältesten Schriftquellen zu den Scherden (s. o.) intensiviert wurden. Ferner gibt es auf Sardinien aus der dortigen mittleren und späten Bronzezeit so gut wie keine Funde von Waffen, was im Widerspruch zu den Berichten über die gefürchteten Krieger der Scherden stehen könnte, wenn man sowohl deren Herkunft aus Sardinien, als auch eine von ihnen auch noch während ihrer als Seevolk bekannten Zeit aufrechterhaltene Ortsbindung an Sardinien annimmt.